# بند کلک کلک
بند کلک کلک مربوط به دوره صفوی است و در جاده قدیم لار به شیراز، حدود ۶ کیلومتری جاروستای خاکی واقع شده و این اثر در تاریخ ۱۹ مرداد ۱۳۸۴ با شمارهٔ ثبت ۱۲۷۳۱ به‌عنوان یکی از آثار ملی ایران به ثبت رسیده است.